# Voie ferrée de Norilsk
 (janvier 2022).
Si vous disposez d'ouvrages ou d'articles de référence ou si vous connaissez des sites web de qualité traitant du thème abordé ici, merci de compléter l'article en donnant les références utiles à sa vérifiabilité et en les liant à la section « Notes et références ».

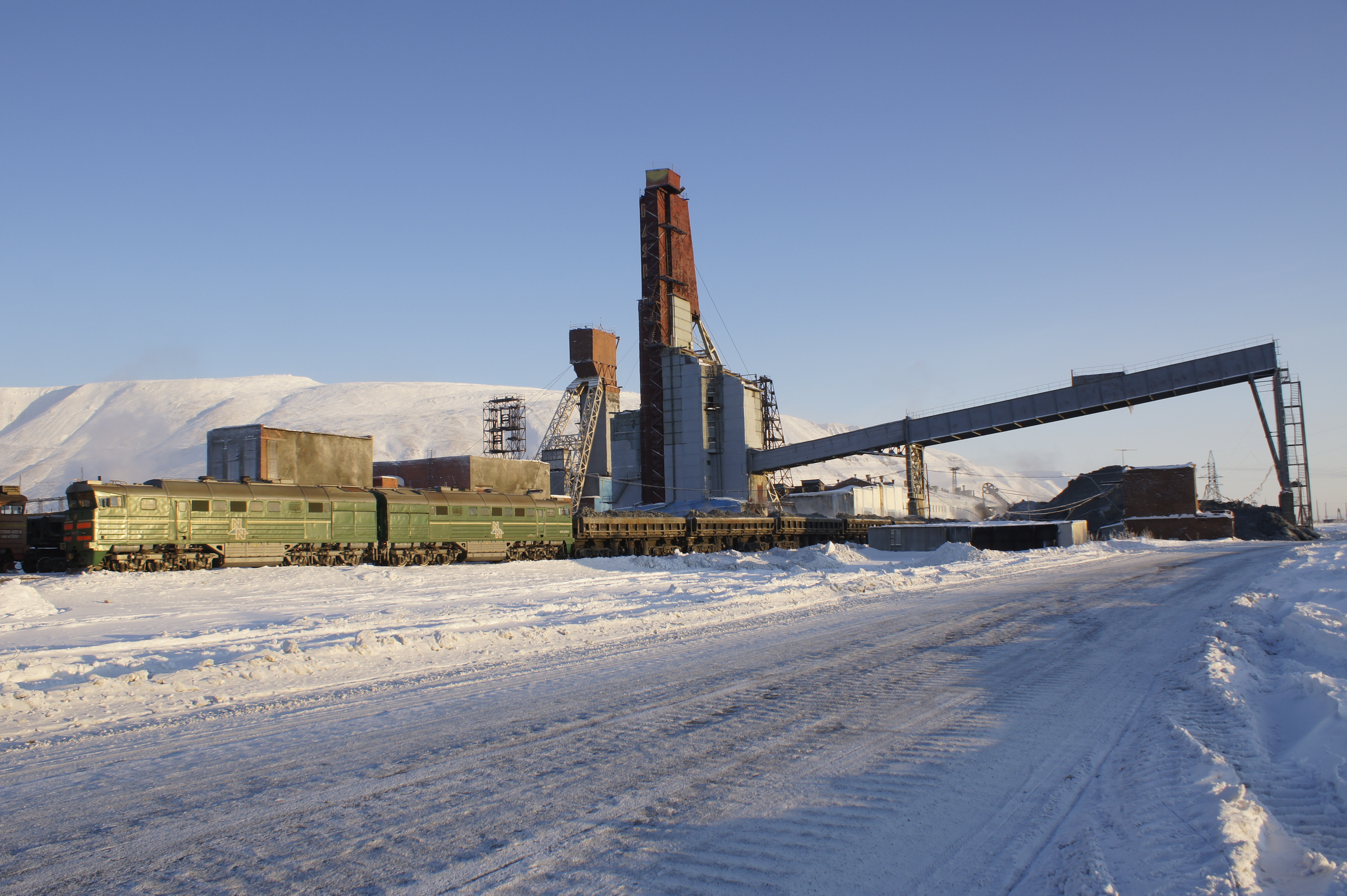
Une des haltes de la ligne

La Voie ferrée de Norilsk est une ligne ferroviaire à voie unique, la deuxième la plus au nord de Russie.

## Historique
La voie ferrée a été en partie construite par le travail forcé de prisonniers avec un écartement métrique sur les 114 premiers kilomètres, en 1936. En 1953, la ligne est allongée de 231 kilomètres et mis à l'Écartement russe sur toute sa longueur. En 1957 la ligne est électrifiée, mais le déclin économique dû à l'effondrement de l'URSS a vu la ligne se dégrader et les caténaires ont finalement été retirés en 1998. Cette année correspond également à la fin du trafic voyageur.
Aujourd'hui, la ligne appartient à la compagnie minière de Norilsk et non pas aux chemins de fer russes. Elle n'est plus la ligne la plus septentrionale depuis l'ouverture de la ligne Obskaya–Bovanenkovo